# Amorphophallus koratensis
Amorphophallus koratensis är en kallaväxtart som beskrevs av François Gagnepain. Amorphophallus koratensis ingår i släktet Amorphophallus och familjen kallaväxter. Inga underarter finns listade.